# أوجين ألبرتيني
أوجين ألبرتيني (بالفرنسية: Eugène Albertini) هو عالم نقائش ‏ وبروفيسور فرنسي، ولد في 2 أكتوبر 1880 في كومبيين في فرنسا، وتوفي في 15 فبراير 1941 في باريس في فرنسا.